# سيد كندي (غرمي)
سيد كندي (بالإنجليزية: Seyyed Kandi, Germi)‏ هي منطقة سكنية تقع في قسم اجارود الشمالي الريفي في إيران. يقدر عدد سكانها بـ 175 نسمة .